# Gustave Courtois
Gustave-Claude-Étienne Courtois (18 de maig de 1852, a Pusey (Haute-Saône) – 1923, Neuilly-sur-Seine) va ser un pintor francès representant de l'estil acadèmic.

## Biografia
Courtois nasqué de mare soltera que l'estimava a ell amb devoció. Courtois primer assistí a l'Escola municipal de dibuix de Vesoul (Franche-Comté).
Els seus dibuixos van ser mostrats a Jean-Léon Gérôme, i el 1869, Gérôme encoratjà Courtais perquè entrés a l'École nationale supérieure des Beaux-Arts de Paríss. Courtois va ser amic íntim del seu company d'estudis Pascal Dagnan-Bouveret, junts van tenir un estudi de pintors a Neuilly-sur-Seine des de la dècada de 1880.
Va ensenyar pintura a l'Académie de la Grande Chaumière, Académie Colarossi, París, on eren estudiants Georges d'Espagnat, Eva Bonnier i Dora Hitz.
Va ser cavaller de la Legió d'Honor. Entre els seus alumnes hi havia Emma Sparre, Willard Dryden Paddock, Mary Rose Hill Burton, i Sara Page (1855–1943).